# 歷高
歷高（Fladimir da Cruz Freitas，或稱為 ，1974年1月20日—）是巴西的足球員，他擅長踢進攻中場的位置及主射自由球，在2005年至2007年效力香港甲組聯賽球會晨曦兩個球季後，於2007年6月4日轉投越南聯賽V-League球隊大南城至2007年9月。及後，歷高在9月尾重返香港，轉投至東方。

## 外部連結
- 香港足總球員資料 （页面存档备份，存于）